# Herbert Lawford

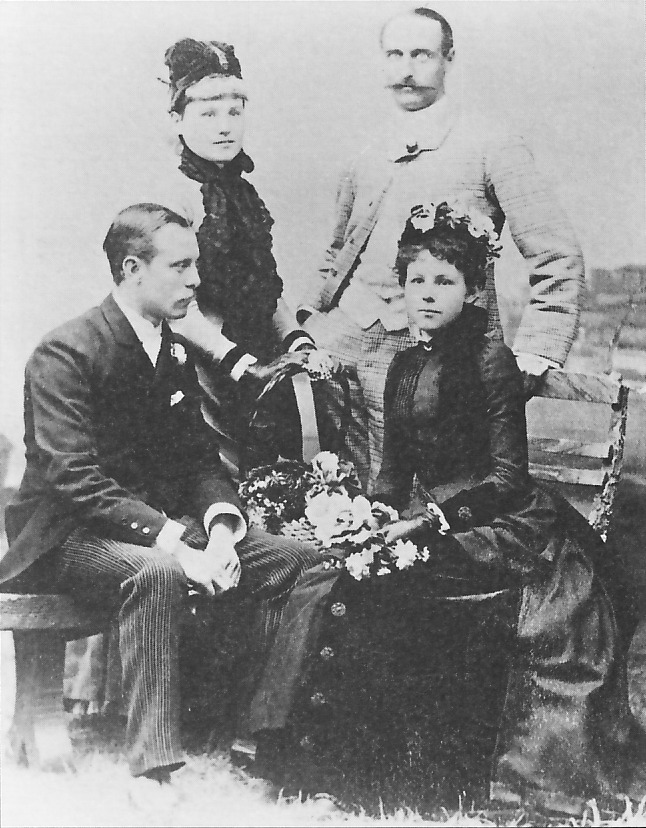
Lawford stehend, Ernest Renshaw sitzend (1884)

Herbert Fortescue Lawford (* 15. Mai 1851 in London; † 20. April 1925 in Dess, Schottland) war ein britischer Tennisspieler und 1887 Sieger der Wimbledon Championships.

## Leben
Lawford kam 1851 im Londoner Stadtteil Bayswater zur Welt. Er besuchte die Repton School und studierte anschließend an der Universität Edinburgh.
Lawford nahm 1878 im Alter von 27 Jahren an der zweiten Auflage der Wimbledon Championships teil. Zwischen 1880 und 1888 stand er dort sechs Mal im Finale, konnte aber nur 1887 den Titel erringen, als sein Rivale William Renshaw verletzungsbedingt nicht antrat. Er gewann darüber hinaus die erste Auflage der britischen Hallenmeisterschaften 1885 und die irischen Meisterschaften von 1884 bis 1886. Zuletzt nahm er 1889 am Turnier von Wimbledon teil.
Neben den zehn Jahre jüngeren Zwillingsbrüdern William und Ernest Renshaw gilt Lawford als stärkster Spieler der 1880er Jahre. Während die Stärken der Renshaws in ihren Volleys und Smashes am Netz lagen, war Lawford ein ausgezeichneter Grundlinienspieler. Er war einer der ersten Spieler, die im Tennis den Topspin verwendeten.
Lawford starb 1925 in Schottland. Im Jahr 2006 wurde er in die International Tennis Hall of Fame aufgenommen.

## Titel

### Einzel
| Nr. | Jahr | Turnier                             | Finalgegner               | Endergebnis             |
| --- | ---- | ----------------------------------- | ------------------------- | ----------------------- |
| 1.  | 1880 | Prince's Club Tournament            | Edgar Lubbock             | 5:7, 5:7, 6:3, 6:0, 8:6 |
| 2.  | 1882 | London Athletic Club                | Otway Woodhouse           | 6:1, 4:6, 6:2, 6:3      |
| 3.  | 1883 | London Athletic Club                | Edward Lake Williams      | 6:2, 6:1, 6:0           |
| 4.  | 1883 | Prince's Club Tournament            | William C. Taylor         | 6:2, 6:0, 6:1           |
| 5.  | 1884 | Irische Meisterschaften             | Ernest Renshaw            | 6:1, 6:4, 6:2           |
| 6.  | 1884 | London Athletic Club                | Frederick Bowlby          | 6:3, 6:1, 3:6, 6:2      |
| 7.  | 1885 | British Covered Court Championships | Charles Hoadley Ross      | 7:5, 6:3, 6:3           |
| 8.  | 1885 | Irische Meisterschaften             | Ernest Renshaw            | 4:6, 6:2, 3:6, 6:3, 6:4 |
| 9.  | 1886 | Irische Meisterschaften             | Willoughby James Hamilton | 5:7, 6:4, 6:4, 7:5      |
| 10. | 1887 | Wimbledon Championships             | Ernest Renshaw            | 1:6, 6:3, 3-6, 6:4, 6:4 |

### Doppel
| Nr. | Jahr | Turnier                            | Partner                | Finalgegner                   | Endergebnis                       |
| --- | ---- | ---------------------------------- | ---------------------- | ----------------------------- | --------------------------------- |
| 1.  | 1879 | All England Championships (Oxford) | Lestocq Robert Erskine | George Ernest Tabor F. Durant | 4:6, 6:4, 6:5, 6:2, 3:6, 5:6, 7:5 |